# Sepsis latiforceps
Sepsis latiforceps är en tvåvingeart som beskrevs av Oswald Duda 1926. Sepsis latiforceps ingår i släktet Sepsis och familjen svängflugor. Inga underarter finns listade i Catalogue of Life.